# Кривовицы
Кривовицы — упразднённое село в Ершовской волости Псковского района Псковской области России.
Год упразднения неизвестен.

## География
Расположена в центре деревни Конечек, в 8 км к северо-западу от Пскова, в 5 км к юго-востоку от волостного центра Ершово. В XIX-XX веке на картах обозначена между деревнями Богданово/Богданова и Конечик, возле селений Маркова (позднее Марково Клюй / Марковы Клюй), Прахнова (затем Прахны/Прохны).

## История
Центр Кривовицкой губы Псковского уезда в середине XVIII века
Встречается на плане генерального межевания Псковского уезда 1785 года. Кривовицы, соседние Богданова, Пахнова, Маркова Клюй упоминаются на карте Псковского уезда 1838 года
В годы Великой Отечественной войны была под фашистской оккупацией. Бои за освобождение проходили в марте 1944 года.

## Инфраструктура
В XVIII веке земельные владения Снетогорского монастыря.
Сохранилась Церковь Ильи Пророка. (XVI в.; колокольня 1845 г.) Памятник истории и культуры (Постановление Совета Министров РСФСР № 624 от 4 декабря 1974 г.).

## Транспорт
Вблизи автодороги Псков—Гдов.